# Klasa A w piłce nożnej
Klasa A w piłce nożnej – siódma w hierarchii (po Ekstraklasie, I lidze polskiej, II lidze polskiej, III lidze polskiej, IV lidze polskiej i klasie okręgowej) klasa męskich ligowych rozgrywek piłkarskich w Polsce. Stanowi pośredni szczebel rozgrywkowy między klasą okręgową a klasą B, będąc jednocześnie trzecim szczeblem typowo regionalnym (wojewódzkim).
Ten szczebel rozgrywkowy składa się z kilku lub kilkunastu (w zależności od województwa) grup. Zespoły w niej występujące pochodzą z jednego okręgu piłkarskiego (OZPN-u). Zwycięzcy awansują do klasy okręgowej. Rozgrywki klasy A podlegają okręgowym Związkom Piłki Nożnej. Najsłabsze drużyny tej ligi spadają do odpowiednich terytorialnie grup klasy B, z wyłączeniem województwa podlaskiego, gdzie klasa A jest ostatnim szczeblem rozgrywek.
W województwach małopolskim, mazowieckim, śląskim i wielkopolskim jest to ósma liga, gdyż między IV ligą a klasą okręgową jest V liga.

## Historia
W latach 1920–1927 klasa A była najwyższym poziomem rozgrywek regionalnych, mistrzowie klasy A spotykali się w finałach nieligowych Mistrzostw Polski. W roku 1927 utworzono pozostającą poza oficjalnymi strukturami PZPN ekstraklasę, zwaną wtedy Ligą i nie rozegrano mistrzostw Polski. W 1928 Liga została dołączona do PZPN i klasa A stała się drugim poziomem rozgrywek – jej mistrzowie awansowali w wyniku wielostopniowych baraży. W latach 30. stopniowo tworzono ligi okręgowe, tym samym klasa A stała się trzecim poziomem rozgrywek. Znaczenie odzyskała na krótko po II wojnie światowej w latach 1946–1947, gdy znów rozgrywano nieligowe mistrzostwa Polski. W następnych latach kolejno tworzone lub likwidowane ligi (druga, trzecia, czwarta, piąta) powodowały, że klasa A spadała w hierarchii rozgrywek w Polsce.

## Grupy
Województwo dolnośląskie
- grupa jeleniogórska I
- grupa jeleniogórska II
- grupa jeleniogórska III
- grupa legnicka I
- grupa legnicka II
- grupa legnicka III
- grupa wałbrzyska I
- grupa wałbrzyska II
- grupa wałbrzyska III
- grupa wrocławska I
- grupa wrocławska II
- grupa wrocławska III
- grupa wrocławska IV

Województwo kujawsko-pomorskie
- grupa bydgoska I
- grupa bydgoska II
- grupa toruńska
- grupa włocławska

Województwo lubelskie
- grupa bialskopodlaska I
- grupa bialskopodlaska II
- grupa chełmska
- grupa lubelska I
- grupa lubelska II
- grupa lubelska III
- grupa zamojska

Województwo lubuskie
- grupa gorzowska I
- grupa gorzowska II
- grupa zielonogórska I
- grupa zielonogórska II
- grupa zielonogórska III

Województwo łódzkie
- grupa łódzka I
- grupa łódzka II
- grupa łódzka III
- grupa łódzka IV
- grupa łódzka V
- grupa łódzka VI
- grupa łódzka VII
- grupa łódzka VIII

Województwo małopolskie
- grupa chrzanowska
- grupa krakowska I
- grupa krakowska II
- grupa krakowska III
- grupa limanowska
- grupa myślenicka
- grupa nowosądecka
- grupa nowosądecko-gorlicka
- grupa olkuska
- grupa oświęcimska
- grupa podhalańska
- grupa tarnowska I
- grupa tarnowska II
- grupa tarnowska III
- grupa tarnowska IV
- grupa wadowicka I
- grupa wadowicka II
- grupa wadowicka III
- grupa wielicka

Województwo mazowieckie
- grupa ciechanowsko-ostrołęcka
- grupa płocka
- grupa radomska I
- grupa radomska II
- grupa siedlecka
- grupa warszawska I
- grupa warszawska II
- grupa warszawska III
- grupa warszawska IV

Województwo opolskie
- grupa opolska I
- grupa opolska II
- grupa opolska III
- grupa opolska IV
- grupa opolska V
- grupa opolska VI

Województwo podkarpackie
- grupa dębicka
- grupa jarosławska
- grupa krośnieńska I
- grupa krośnieńska II
- grupa krośnieńska III
- grupa lubaczowska
- grupa przemyska
- grupa przeworska
- grupa rzeszowska I
- grupa rzeszowska II
- grupa rzeszowska III
- grupa stalowowolska I
- grupa stalowowolska II

Województwo podlaskie
- grupa podlaska I
- grupa podlaska II
- grupa podlaska III

Województwo pomorskie
- grupa gdańska I
- grupa gdańska II
- grupa gdańska III
- grupa malborska
- grupa słupska I
- grupa słupska II

Województwo śląskie
- grupa bielska
- grupa bytomska
- grupa częstochowska I
- grupa częstochowska II
- grupa katowicka
- grupa lubliniecka
- grupa raciborska
- grupa rybnicka I
- grupa rybnicka II
- grupa skoczowska
- grupa sosnowiecka
- grupa tyska
- grupa zabrzańska
- grupa żywiecka

Województwo świętokrzyskie
- grupa Kielce I
- grupa Kielce II
- grupa Sandomierz

Województwo warmińsko-mazurskie
- grupa warmińsko-mazurska I
- grupa warmińsko-mazurska II
- grupa warmińsko-mazurska III
- grupa warmińsko-mazurska IV

Województwo wielkopolskie
- grupa wielkopolska I
- grupa wielkopolska II
- grupa wielkopolska III
- grupa wielkopolska IV
- grupa wielkopolska V
- grupa wielkopolska VI
- grupa wielkopolska VII
- grupa wielkopolska VIII
- grupa wielkopolska IX

Województwo zachodniopomorskie
- grupa zachodniopomorska I
- grupa zachodniopomorska II
- grupa zachodniopomorska III
- grupa zachodniopomorska IV
- grupa zachodniopomorska V
- grupa zachodniopomorska VI
- grupa zachodniopomorska VII
- grupa zachodniopomorska VIII

## Nazwa
W 1979 profesor Eugeniusz Słuszkiewicz zwrócił uwagę na nieprawidłowość językową formy A klasa, w czym w 1980 przyznał mu rację profesor Jan Miodek.